# Повратак живих мртваца
Повратак живих мртваца (енгл. The Return of the Living Dead) је америчка хорор комедија из 1985. године, режисера Дена Обенона, са Клу Гулагер, Џејмс Карен, Томом Метјузом, Доном Калфом и Линеом Квигли у главним улогама. У центру радње су група погребника и група панк тинејџера, који се суочавају са хордом зомбија, након изливања мистериозног хемијског оружја, 2,4,5-триоксина.   
Након сукоба редитеља Џорџа Ромера и сценаристе Џона Русоа око тога како серијал треба да се настави после Ноћи живих мртваца дошло је до вишегодишњег судског спора. Као резултат, и редитељ и сценариста су добила право да наставе серијал различитим континуитетима, с тим што је Ромеро добио право да у насловима својих филмова користи реч мртваци, а Русо живи мртваци. Ромеро је свој серијал наставио филмом Зора мртваца (који је на просторима бивше Југославије ипак приказан под насловом Зора живих мртваца), док је Русо додао комичну црту свом делу серијала и написао причу за Повратак живих мртваца.
Према оригиналном плану, филм је требало да режира Тоб Хупер, као већ прослављени редитељ у хорор жанру због свог рада на филмовима Тексашки масакр моторном тестером и Полтергајст. Међутим, пошто је Хупер био заузет другим пројектима у том тренутку, за редитеља је изабран Ден Обенон, познат као сценариста Осмог путника.
Од глумачке поставе, Линеа Квигли је већ увелико била позната као „краљица вриска”, због улога у бројним хорорима, међу којима се издваја Тиха ноћ, смртоносна ноћ, коју је снимила претходне године. Поред ње, славу у хорорима стекао је и Том Метјуз, првенствено због улоге Томија Џарвиса у филму Петак тринаести 6: Џејсон живи, који је снимао годину дана након овог филма.
Повратак живих мртваца је остварио велики комерцијални успех и стекао култни статус. Изазвао је позитивне реакције и од публике и од критичара, те га је сајт Rotten Tomatoes оценио са високих 92%. Био је номинован за четири Награде Сатурн, укључујући и за најбољи хорор филм године, коју је изгубио од Ноћи страве.
Први је филм који је увео правило да се зомбији хране мозговима. Ово правило је касније коришћено у бројним филмовима и анимираним серијама, попут Симпсонова. На 91. додели Оскара приказани су инсерти из филма, у част преминулог глумца Џејмса Карена.
Изродио је четири наставка, од којих је први снимљен три године касније.

## Радња
Филм почиње неуобичајеном реченицом за зомби филмове: Сви догађаји у филму засновани су на истинитим догађајима.
Френк Џонсон, вођа медицинског складишта, препричава свом новом колеги, тинејџеру Фредију Хенскому, догађаје из филма Ноћ живих мртваца и говори му како је за тај филм Џорџ Ромеро био инспирисан истинитим догађајима, а да је у стварности било још и горе, само он није смео све да прикаже. Како би га уверио да говори истину, Френк одводи Фредија у подрум складишта где се налазе лешеви који су наводно оживели. Њих двојица случајно изазову изливање 2,4,5-триоксина, хемијског оружја, које изазива оживљавање мртвих. Тако започиње нова зомби апокалипса...

## Улоге
| Глумац          | Улога             |
| --------------- | ----------------- |
| Клу Гулагер     | Берт Вилсон       |
| Џејмс Карен     | Френк Џонсон      |
| Том Метјуз      | Фреди Хенском     |
| Дон Калфа       | Ерни Калтенбранер |
| Беверли Рандолф | Тина              |
| Мигел Нуњез     | Спајдер           |
| Џон Филбин      | Чак               |
| Линеа Квигли    | Треш              |
| Џевел Шепард    | Кејси             |
| Брајан Пек      | Сказ              |
| Марк Вентурини  | Суицид            |
| Џонатан Тери    | пуковник Гловер   |
| Кетлин Кордел   | пуковникова жена  |
| Алан Траутман   | Тармен            |